# Eotetranychus savanae
Eotetranychus savanae är en spindeldjursart som beskrevs av Gutierrez 1967. Eotetranychus savanae ingår i släktet Eotetranychus och familjen Tetranychidae. Inga underarter finns listade i Catalogue of Life.